# Grand Prix de Plouay (1.2)
Cet article concerne l'ancienne épreuve amateur, inscrit en 2023 au circuit Europe Tour (1.2). Pour l'épreuve World Tour (1.WT), voir Bretagne Classic.
Le Grand Prix de Plouay, anciennement dénommé Grand Prix de Plouay amateurs ou Grand Prix de Plouay Elite Open, est une course cycliste française en circuit, créée en 2002, qui se déroule autour de la ville de Plouay, en Bretagne.

## Histoire
Classée jusqu'en 2022 comme épreuve élite nationale (sauf en 2011 et 2012), elle met aux prises des coureurs espoirs (moins de 23 ans) et amateurs, à la fois français et étrangers. De ce fait, elle peut inviter des équipes continentales françaises uniquement et des équipes amateurs.
En 2023, la course intègre l'UCI Europe Tour en catégorie 1.2 et, par conséquent, est ouvert aux UCI ProTeams, aux équipes continentales, à des équipes nationales et à des équipes régionales et de clubs.
Entre 2002 et 2016, la course se déroule le samedi matin des 4 jours de Plouay, soit la veille de la Bretagne Classic. À la suite du changement de format de cette dernière, le Grand Prix est décalé au dimanche et se déroule en forme de course d'attente de l'épreuve World Tour.

## Palmarès
| Année                                            | Vainqueur                 | Deuxième            | Troisième            |
| ------------------------------------------------ | ------------------------- | ------------------- | -------------------- |
| Grand Prix de Plouay amateurs                    |                           |                     |                      |
| 2002                                             | Marc Thévenin             | Jacek Morajko       | Franck Champeymont   |
| 2003                                             | Rony Martias              | Yann Vigouroux      | Christophe Thébault  |
| 2004                                             | Carl Naibo                | Yann Pivois         | Jean-Luc Delpech     |
| Grand prix de Plouay-Trophée CMB Elite Open      |                           |                     |                      |
| 2005                                             | Piotr Zieliński           | Denis Kudashev      | Julien Guay          |
| 2006                                             | Rein Taaramäe             | Guillaume Le Floch  | Thomas Bouteille     |
| 2007                                             | Julien Simon              | Romain Lebreton     | Julien Guay          |
| 2008                                             | Yann Guyot                | Corentin Maugé      | Mathieu Halleguen    |
| 2009                                             | Laurent Pichon            | Yann Guyot          | Sylvain Cheval       |
| 2010                                             | Damien Branaa             | Julien Guay         | Gregory Brenes       |
| 2011                                             | Yann Guyot                | Jérémy Cornu        | James McLaughlin     |
| 2012                                             | Bryan Coquard             | Jérémy Bescond      | Nicolas David        |
| 2013                                             | Benoît Sinner             | Kévin Lebreton      | Mathieu Halleguen    |
| Grand Prix de Lorient Agglomération - Elite Open |                           |                     |                      |
| 2014                                             | Maxime Cam                | Romain Combaud      | Mickael Olejnik      |
| 2015                                             | Jérémy Cornu              | Franck Bonnamour    | Florian Cam          |
| 2016                                             | Paul Ourselin             | Adrien Garel        | Yann Guyot           |
| Grand Prix de Plouay Elite Open                  |                           |                     |                      |
| 2017                                             | Maxime Cam                | Marlon Gaillard     | Stylianós Farantákis |
| 2018                                             | Stuart Balfour            | Fabio Do Rego       | Enzo Bernard         |
| 2019                                             | Valentin Ferron           | Stuart Balfour      | Aurélien Daniel      |
| 2020                                             | Dylan Kowalski            | Florian Dauphin     | Matthieu Demeautis   |
| Grand Prix de Plouay Amateurs                    |                           |                     |                      |
| 2021                                             | Florentin Lecamus-Lambert | Sandy Dujardin      | Tom Mainguenaud      |
| 2022                                             | Johan Le Bon              | Jean-Louis Le Ny    | Florian Rapiteau     |
| Grand Prix de Plouay                             |                           |                     |                      |
| 2023                                             | Pierre Thierry            | Théo Delacroix      | Hannes Wilksch       |
| 2024                                             | Pierre-Henry Basset       | Clément Braz Afonso | Louis Rouland        |